# Buchnera dilungensis
Buchnera dilungensis är en snyltrotsväxtart som beskrevs av R. Mielcarek. Buchnera dilungensis ingår i släktet Buchnera och familjen snyltrotsväxter. Inga underarter finns listade i Catalogue of Life.